# Madame Chrysanthème
Madame Chrysanthème é um romance de Pierre Loti, apresentado como o diário autobiográfico de um oficial da Marinha que foi casado temporariamente com uma japonesa enquanto estava estacionado em Nagasaki, Japão. Segue-se de perto o diário que ele manteve de seu caso de verão de 1885 com Kiku (Crisântemo) nascida Kane alguns quarteirões ao norte do Jardim Glover na vizinhança de Jūzenji (十善寺), de onde ela fugiu para a cidade natal Takeda devido à xenofobia. Originalmente escrito em francês e publicado em 1887, Madame Chrysanthème teve muito sucesso em sua época, chegando a 25 edições nos primeiros cinco anos de sua publicação, com traduções para vários idiomas O romance foi considerado um texto-chave na formação das atitudes ocidentais em relação ao Japão na virada do século XX. É conhecido no Japão sob o título deお菊さん (O Kiku-san), que é uma tradução direta do nome francês.

A ópera de 1893 de André Messager com o mesmo nome é baseada nesse romance, assim como alguns aspectos da ópera Madama Butterfly de 1904 de Puccini. 